# Lonetal-Flächenalb
Die Lonetal-Flächenalb (Niedere Alb) ist der Naturraum 097 der Schwäbischen Alb im Südwestdeutschen Stufenland.

## Naturräumliche Gliederung

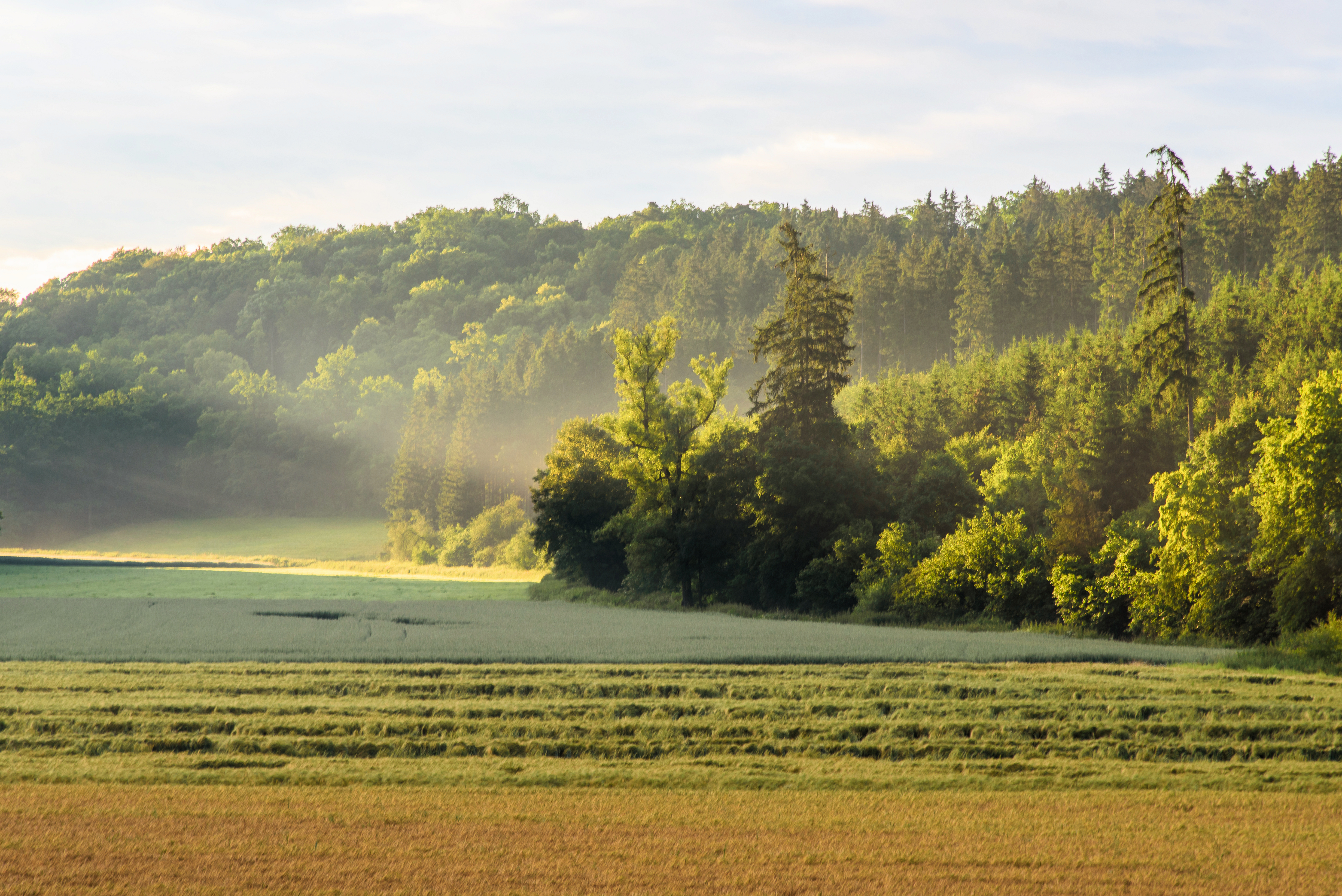
Typische Landschaft der Lonetal-Flächenalb

Die Lonetal-Flächenalb bildet die direkte östliche Fortsetzung der Mittleren Flächenalb. Ebenfalls im Osten angrenzend befindet sich die Mittlere Kuppenalb. Im Norden grenzt sie an den Naturraum Albuch und Härtsfeld und im Süden an das Donauried. Auf den Einzelblättern 1:200.000 der Geographischen Landesaufnahme der Bundesanstalt für Landeskunde wurde die Lonetal-Flächenalb in den Jahren von 1952 bis 1962 weiter untergliedert, wobei Blatt 171   Göppingen die Haupteinheit als Niedere Flächenalb bezeichnet. Das Gebiet gliedert sich wie folgt:
- 097 Lonetal-Flächenalb
  - 097.0 Ulmer Alb
    - 097.00 Ulmer Flächenalb
    - 097.01 Langenauer Mulde
    - 097.02. Altheim-Dettinger Ebene
    - 097.03. Stotzinger Flächenalb
    - 097.04 Lonetal

  - 097.1 Bachtal-Flächenalb
    - 097.10 Bachtal-Flächenalb (im engeren Sinne)
    - 097.11 Unteres Brenztal
    - 097.12 Unteres Egautal

Es handelt sich um eine von Westen nach Osten von 640 m bis auf 510 m über NHN abfallende Hochfläche mit zum größten Teil offenen und welligen Formen. Die räumliche Ausdehnung reicht über rund 45 Kilometer  von Dornstadt im Südwesten bis Wittislingen im Nordosten.

## Geologie
Gegliedert wird die Hochfläche durch die zum Teil tief eingeschnittenen Täler der Lone und der Brenz. Sie wird im Wesentlichen aus Massenkalken gebildet. Diese werden teilweise von undurchlässigen Kalkschichten abgelöst oder werden von tertiären und im südlichen Teil von quartären Ablagerungen überdeckt. Die tiefen Verwitterungslehme sind durch Lösseinwehungen verbessert. Zusammenhängende Wälder bestehen insbesondere im Bereich des Lonetals.
Nur ein sehr kleiner Teil der Lonetal-Flächenalb ist als Schutzgebiet ausgewiesen (effektiv 3,82 Prozent). Es handelt sich (mit Überschneidungen) dabei um 3,52 % FFH-Gebiete, 0,96 % Vogelschutzgebiete und 1,45 % Naturschutzgebiete.